# Leucania vitellina
Leucania vitellina är en fjärilsart som beskrevs av Jacob Hübner 1827. Leucania vitellina ingår i släktet Leucania och familjen nattflyn. Inga underarter finns listade i Catalogue of Life.